# Eckhard Schulze-Fielitz
Eckhard Schulze-Fielitz (* 24. Dezember 1929 in Stettin; † 1. September 2021 in Bregenz) war ein deutscher Architekt, der vor allem durch seine Raumstadt-Konzepte aus den späten 1950er bis frühen 1960er Jahren bekannt wurde.

## Leben
Eckhard Schulze-Fielitz ist der älteste Sohn des Bauingenieurs und Staatssekretärs Günther Schulze-Fielitz. Er studierte von 1949 bis 1954 Architektur an der RWTH Aachen und der TH Karlsruhe unter Hans Schwippert und Egon Eiermann. 1951 wurde er in Aachen Mitglied des Corps Marko-Guestphalia.
1955 gründete er in Essen eine Bürogemeinschaft mit Ulrich Schmidt von Altenstadt und Ernst von Rudloff. Gemeinsam realisierten sie u. a. von 1956 bis 1959 das Landeshaus Köln. Die ebenfalls ab 1956 erbaute Werksanlage der Phönix Elektrizitätsgesellschaft in Blomberg (heute Phoenix Contact) erweiterte Schulze-Fielitz mit Unterbrechungen bis in die 1980er Jahre. Ab 1958/59 entwickelte Schulze-Fielitz sein Konzept der Raumstrukturen, das zunächst als systematische Ordnung des Raumes gedacht war und dessen Raumraster 1959/1960 die Basis unterschiedlicher Wettbewerbsentwürfe bildete: beim  Wettbewerb für die Oper in Essen erhielt er 1959 einen Ankauf. 
Die Raumstrukturen wurden kurze Zeit später konzeptionell zur Raumstadt erweitert, die zu den frühen Megastructure-Projekten gezählt wird. Raumstrukturen/Raumstadt wurden erstmals im Mai 1960 auf der Ausstellung 26 Architekten aus der Bundesrepublik, dann im Dezember 1960 in der Essener Filiale der Galerie van de Loo öffentlich gezeigt und nachfolgend in der Bauwelt erstmals publiziert.
1961 wurde Schulze-Fielitz Mitglied der Groupe d’étude d’architecture mobile (GEAM) und kollaborierte 1962/63 mit dem französischen Architekten Yona Friedman bei dem Projekt einer Brückenstadt über den Ärmelkanal. Für die 1960 bis 1963 erbaute Jakobuskirche in Düsseldorf-Eller erhielt Schulze-Fielitz 1964 den ersten deubau-Preis. 1962 errichtete er einen Raumstadt-Pavillon auf der deubau-Messe in Essen, 1964 erarbeitete er Vorschläge für schwimmende Pavillons auf der Weltausstellung in Montreal. 
Anfang der 1970er Jahre siedelte er nach Vorarlberg über, wo er mit den Architekten Albrecht + Wratzfeld u. a. die Siedlung An der Ach in Bregenz baute. Ab 1980 bestand eine Bürogemeinschaft mit Peter Rodemeier in Köln. Der architektonische Nachlass wird im Baukunstarchiv NRW in Dortmund verwahrt.
2005 wurde das Modell der Raumstadt, im Besitz des FRAC-Centre in Orléans in der Ausstellung Archilab: Experiments in Architecture, Art and the City im Mori-Kunstmuseum in Tokio gezeigt.

## Werke (Auswahl)
Die Nummern entstammen dem Werkverzeichnis von Stephan Strauß aus seiner Dissertation über Schulze-Fielitz von 2005. Für die Auswahl wurden innenarchitektonische Werke, Projekte, Beteiligungen und Vorentwürfe für von anderen Architekten ausgeführte Bauten sowie Umbauten ausgelassen.
| Nr. | Land        | Stadt                    | Koordinaten                             | Entwurf Baujahr | Beschreibung / Nutzung                                               | Abbildung | Anmerkungen |
| --- | ----------- | ------------------------ | --------------------------------------- | --------------- | -------------------------------------------------------------------- | --------- | --- |
| 7   | Deutschland | Rastatt                  |                                         | 1954            | Verwaltungsgebäude für die Französische Armee                        |           | von Schulze-Fielitz im Büro zur Mühlen, Gruson, Kuschel entworfen |
| 11  | Deutschland | Essen                    | Zeißbogen                               | 1955–56, 1959   | Wohnhauszeilen                                                       |           | |
| 12  | Deutschland | Essen                    | Frohnhauser Str./Westend                | 1955            | Verwaltung Veruschaft                                                |           | Mitarbeit Ulrich Schmidt von Altenstadt, Ernst von Rudloff |
| 14  | Deutschland | Essen                    | Flachsmarkt                             | 1956–57         | Phönix-Werke Blomberg, Halle 1 und Sozialgebäude N-1                 |           | Mitarbeit Ulrich Schmidt von Altenstadt, Ernst von Rudloff |
| 16  | Deutschland | Köln                     | Deutzer Ufer                            | ab 1955 1957–59 | Landeshaus Köln, Verwaltungsgebäude                                  |           | Mitarbeit Ulrich Schmidt von Altenstadt, Ernst von Rudloff |
| 17  | Deutschland | Essen                    | Flachsmarkt                             | 1958            | Phönix-Werke Blomberg, Halle 11, Erweiterung Halle 1 und N-1         |           | Mitarbeit Ulrich Schmidt von Altenstadt, Ernst von Rudloff |
| 18  | Deutschland | Essen                    | Flachsmarkt                             | 1958–59         | Phönix-Werke Blomberg, Halle 2, Erweiterung Halle 11                 |           | Mitarbeit Ulrich Schmidt von Altenstadt, Ernst von Rudloff |
| 19  | Deutschland | Essen                    | Flachsmarkt                             | 1958            | Werkssiedlung, Phönix-Werke Blomberg                                 |           | Mitarbeit Ulrich Schmidt von Altenstadt, Ernst von Rudloff |
| 27  | Deutschland | Düsseldorf-Eller         |                                         | 1960–63         | Jakobuskirche                                                        |           | Ausstattung André Thomkins prämiert mit dem deubau-Preis 1964, am 8. Juni 1978 abgebrannt und 1983 in gänzlich veränderter Form nach Plänen des Architekten K. P. Meister wieder aufgebaut |
| 28  | Deutschland | Essen                    | 51° 25′ 29″ N, 6° 59′ 41″ O             | 1961–63         | Gruga-Sportstadion                                                   |           | Mitarbeit Ulrich Schmidt von Altenstadt, Ernst von Rudloff 2001 abgerissen |
| 30  | Deutschland | Essen                    |                                         | 1962            | deubau-Pavillon                                                      |           | |
| 32  | Gabun       | Libreville               |                                         | 1962            | Lycee Technique                                                      |           | Mitarbeit Robert Lourdin |
| 36  | Deutschland | Essen                    |                                         | 1963            | Phönix-Werke Blomberg, Nebengebäude N-2                              |           | |
| 41  | Deutschland | Essen                    |                                         | 1964–67         | Phönix-Werke Blomberg, Verwaltungsgebäude                            |           | |
| 66  | Deutschland | Essen                    |                                         | 1968–69         | Phönix-Werke Blomberg, Halle 3                                       |           | |
| 75  | Deutschland | Essen                    |                                         | 1969            | Phönix-Werke Blomberg, Halle für Forschung und Entwicklung           |           | |
| 77  | Deutschland | Essen                    |                                         | 1970            | Phönix-Werke Blomberg, Kfz-Einstellgebäude N-7                       |           | |
| 80  | Deutschland | Essen                    |                                         | 1970–72         | Phönix-Werke Blomberg, Halle 4                                       |           | |
| 88  | Deutschland | Essen                    |                                         | 1975–77         | Phönix-Werke Blomberg, Halle 5 und 6                                 |           | |
| 93  | Deutschland | St. Ingbert              | Rockentalstraße                         | 1979            | Wohnanlage                                                           |           | Mitarbeit Wolf Klass |
| 116 | Deutschland | Egelsbach                | Theodor-Heuß-Str. / Bertolt-Brecht-Str. | 1983–85         | Wohnanlage Frankfurt-Egelsbach                                       |           | Mitarbeit Peter Rodemeier |
| 121 | Deutschland | Obernkirchen-Vehlen      | Vehlener Str. 106                       | 1984            | Laborhaus Dr. Quast                                                  |           | |
| 124 | Deutschland | Essen                    |                                         | 1984            | Phönix-Werke Blomberg, Ingenieurzentrum Gebäude 10 (1. Bauabschnitt) |           | Mitarbeit Peter Rodemeier |
| 126 | Deutschland | Wiesbaden                |                                         | 1984–87         | Wohnanlage Hasengartenstraße                                         |           | Mitarbeit Peter Rodemeier |
| 132 | Deutschland | Frankfurt-Rödelheim      |                                         | 1985–88         | Wohnbebauung Fuchstanzstraße                                         |           | Mitarbeit Peter Rodemeier |
| 139 | Deutschland | Essen                    |                                         | 1987            | Phönix-Werke Blomberg, Ingenieurzentrum Gebäude 10 (2. Bauabschnitt) |           | |
| 140 | Deutschland | Frankfurt-Bergen-Enkheim | Heinrich-Bingemer-Weg                   | 1987–89         | Wohnanlage                                                           |           | Mitarbeit Peter Rodemeier |
| 141 | Deutschland | Frankfurt-Bonames        | Am Burghof                              | 1987–90         | Wohnanlage                                                           |           | Mitarbeit Peter Rodemeier |
| 146 | Deutschland | Leverkusen               | Wöhlerstraße / Nobelstraße              | 1989–90         | Wohnbebauung Leverkusen-Wiesdorf                                     |           | Mitarbeit Peter Rodemeier |
| 147 | Deutschland | Leverkusen               | Kandinskystraße                         | 1989            | Wohnanlage                                                           |           | Mitarbeit Peter Rodemeier |
| 149 | Deutschland | Leverkusen               | ETAG-Gelände                            | 1989–90         | Wohnpark Schlebusch                                                  |           | Mitarbeit Peter Rodemeier, Ulrich Schmidt von Altenstadt |
| 157 | Deutschland | Köln-Blumenberg          |                                         | 1990            | Wohnbebauung Köln-Blumenberg Nord                                    |           | Mitarbeit Peter Rodemeier |
| 158 | Deutschland | Wuppertal-Elberfeld      |                                         | 1990–93         | Wohnanlage Karl-Schurz-Straße                                        |           | Mitarbeit Peter Rodemeier |
| 159 | Deutschland | Wuppertal-Elberfeld      |                                         | 1990–91         | Wohnanlage Nevigeser Straße                                          |           | Mitarbeit Peter Rodemeier |
| 161 | Deutschland | Köln-Rondorf             |                                         | 1993            | Wohnanlage Kandinskystraße                                           |           | Mitarbeit Peter Rodemeier |
| 165 | Deutschland | Köln                     |                                         | 1992, 1997–2000 | Wohnbebauung Venloer Straße                                          |           | Mitarbeit Peter Rodemeier |

## Schriften (Auswahl)
- Raumstrukturen. In: Bauwelt. 52, Heft 10, 1961, S. 263–271.
- Stadtsysteme I. = Urban systems I. Krämer, Stuttgart u. a. 1971 (Projekt. Ideen für die Umwelt von morgen 10, ZDB-ID 256999-1).
- Stadtsysteme II. = Urban systems II. Krämer, Stuttgart u. a. 1973, ISBN 3-7828-1013-9 (Projekt. Ideen für die Umwelt von morgen 13).